# Wunstorf (stacja kolejowa)
Wunstorf (niem. Bahnhof Wunstorf) – stacja kolejowa w Wunstorf, w kraju związkowym Dolna Saksonia, w Niemczech. Według DB Station&Service ma kategorię 3. Ważny węzeł kolejowy na linii Hanower – Minden.

## Linie kolejowe
- Linia Hanower – Minden
- Linia Wunstorf – Bremen
- Linia Wunstorf – Uchte
- Linia Wunstorf – Mesmerode

## Połączenia
| Linia | Traa | Takt (min) | Przewoźnik kolejowy |
| ----- | --- | ---------- | ------------------- |
| RE1   | Norddeich Mole – Emden – Leer – Oldenburg – Bremen – Verden – Nienburg – Neustadt am Rübenberge – Wunstorf – Hannover             | 120        | DB Regio Nord       |
| RE8   | Bremerhaven-Lehe – Bremerhaven – Osterholz-Scharmbeck – Bremen – Verden – Nienburg – Neustadt am Rübenberge – Wunstorf – Hannover | 120        | DB Regio Nord       |
| RE60  | Braunschweig – Hannover – Wunstorf – Minden – Bad Oeynhausen – Osnabrück – Rheine                                                 | 120        | Westfalenbahn       |
| RE70  | Braunschweig – Hannover – Wunstorf – Minden – Bad Oeynhausen – Herford – Bielefeld                                                | 120        | Westfalenbahn       |
| S1    | Minden – Bückeburg – Stadthagen – Haste – Wunstorf – Hannover – Weetzen – Barsinghausen – Haste                                   | 060        | DB Regio Nord       |
| S2    | Nienburg – Hagen – Neustadt am Rübenberge – Wunstorf – Hannover – Weetzen – Barsinghausen – Haste                                 | 060        | DB Regio Nord       |